# 拉拜依尤耀
拉拜依尤耀，Labay  Yuyaw，台灣原住民藝術家，花蓮縣卓溪鄉太魯閣族人，漢語名為李惠梅，現居於新北市烏來區忠治村，致力於推廣泰雅族傳統編織與泰雅語的傳承。現於烏來經營羅蘭工作坊，曾在多所學校進行編織與泰雅語教學，為國立政治大學樂酷計畫的參與、協助人之一。

## 簡介
1957年生於花蓮縣卓溪鄉，為太魯閣族人，從小受到母親的耳濡目染，而開始對編織產生興趣。在拉拜依小時候，母親雖然工作繁忙，但還是會每天抽空織布。在太魯閣族的傳統裡，母親會在女兒出嫁時織好布匹，送給女兒當作嫁妝。
在就讀花蓮縣玉里鎮三民國中時，拉拜依趁著母親外出工作時，偷偷動了母親的織布機，被母親發現後遂開始向母親學習編織的技術。之後在教會學校認識了來自烏來地區泰雅族的丈夫，婚後隨著丈夫一起搬到福山居住，婚後生下三女。在烏來生活了一段時間後，發現當地沒有織布的習慣，於是便與烏來的幾個婦女開始推廣織布。
在2001年五月創立了自己的工作坊羅蘭工作坊。拉拜依擅長高機與水平機，常融入生活中的符號到自己的編織作品中，其作品特色為具有泰雅族風格的編織，除此之外，拉拜依也擅長太魯閣族風格的編織。
曾擔任語言巢的泰雅語教師，現於國立政治大學擔任泰雅語教學講師及於新北市新店區大豐國小進行編織教學。

### 羅蘭工作坊
為拉拜依老師在烏來區於2001年5月設立的工作室，主要目的是為了推廣泰雅編織的教學與傳承。
羅蘭工作坊的命名原因有三：
- 為了紀念拉拜依老師的外婆，其漢名姓羅，名字最後一字為蘭，是教導拉拜依母親太魯閣族傳統編織技藝的人，也是將這項傳統傳承下去的重要人物。

- 紀念拉拜依與其丈夫相戀之地：烏來福山，因烏來福山在泰雅族語中為Tranan，常被譯為德拉楠、大羅蘭。

- 大羅蘭為拉拜依三名女兒的成長之地。

## 作品特色

### 太魯閣族編織
- 菱形紋：白底為主，菱紋以單獨的形式出現，象徵眼睛。

### 泰雅族編織
- 屈尺群圖紋
- XO紋：眼睛，雙眼交叉之意。
- 彩虹紋：象徵彩虹橋。

## 參展經歷
- 1999年，順益台灣原住民博物館「重建彩虹的故鄉—泰雅族Megesya群染織工藝」與部落結合特展[5]
- 2005年，行政院原住民族委員會「公共服務就業計畫－原住民地區文化產業促進就業計畫」「優良工藝作品競賽活動」[6]
- 2014年，國立政治大學政大與烏來的來與網成果展展出[7]
- 2015年，文山公民會館展出[8]

## 外部連結
- 拉拜依尤耀
- 羅蘭工作坊